# Высотский, Григорий Яковлевич
Григорий Яковлевич Высотский (1783—1849) — русский врач, доктор медицины,  председатель Московского физико-медицинского общества (1838—1848), почётный член московского отделения Медико-хирургической академии.

## Биография
Сын дьякона церкви Рождества Иоанна Предтечи на Пресне в Москве.
С 1790 года учился в Московской духовной академии, с 1804 — в Санкт-Петербургской Медико-хирургической академии. Кандидат хирургии I отделения и помощник профессора хирургической клиники с 1808 года. Лекарь и адъюнкт хирургии с 1809 года. Присвоено звание медико-хирурга в 1810 году. Помощник инспектора академии с 1811 года.
В 1812 году трудился оператором Воронежской временной больницы; получил чин коллежского асессора.
С 1816 года экстраординарный профессор хирургии в Московской медико-хирургической академии. По положению Комитета Министров степень доктора медицины и хирургии была присвоена ему без экзамена 22 августа 1822 года; в этом же году он был награждён орденом Св. Владимира 4-й степени. Был цензором. В 1830 году уволен с назначением главным доктором Мариинской больницы в Москве и почётным членом Московской медико-хирургической академии.
С 1837 года — почётный член Медицинского совета Министерства внутренних дел. В 1839 году вновь в Московской медико-хирургической академии — ординарный профессор теоретической хирургии. В 1842 году был назначен консультантом Московской детской больницы. В 1842 году получил чин действительного статского советника[уточнить]. Уволен из академии в 1844 году, а главным врачом оставался до смерти, которая последовала 24 августа (5 сентября) 1849 года.
За ним числилось в Звенигородском уезде Московской губернии село Ивановское (208 душ). В 1831 году получил потомственное дворянство и этот род Высотских был внесён в III часть родословной книги дворянства Московской губернии.
Жена — дочь протоиерея Надежда Михайловна (1897—?). У них дети: 
- Сергей Григорьевич Высотский (25.2.1822—24.5.1856), лекарь московской Мариинской больницы.
- Леонид Григорьевич Высотский (12.3.1823—21.1.1870), статский советник, детский врач, в 1862—1870 гг. — главный доктор Детской больницы Московского воспитательного дома (первой специализированной детской больницы в Москве).
- Михаил Григорьевич Высотский (08.04.1825—?)
- Мария Григорьевна (1828—?)
- Елизавета Григорьевна (24.06.1833—?)

Похоронен на Ваганьковском кладбище (10 уч.).

## Сочинения
- Средство против рака (калиновый сок с медом)// Московские ведомости. — 1828. — № 38.
- Рихтер Частная терапия. 10 кн. Перевод с немецкого Г. Я. Высоцкого. — М., 1828—1833.